# Denis Epstein
Denis Epstein (Colonia, 2 luglio 1986) è un ex calciatore tedesco, di ruolo centrocampista.

## Carriera

### Gli inizi in Germania
Denis Epstein cresce nelle giovanili del Colonia e fa il suo esordio nel calcio professionistico con la seconda squadra del club. Nel 2007 viene ceduto in prestito per sei mesi al Rot-Weiss Essen, in Regionalliga. Concluso il prestito, viene ceduto al Kickers Offenbach, dove trova maggiore continuità  

### Esperienze in Grecia e parentesi a Francoforte
Nell'estate 2008 passa all'Īraklīs, squadra della massima divisione greca.  
Dopo due buone stagioni a Salonicco, nel 2010 il suo cartellino passa all'Olympiacos, che lo cede subito in prestito al Kerkyra. Al ritorno dal prestito, non rientrando nei piani dell'allenatore Ernesto Valverde, si accasa all'Atromītos, nella capitale ellenica. Dopo due stagioni, termina il suo contratto.  
Dopo cinque stagioni in Grecia, fa ritorno in patria firmando per il FSV Francoforte. Finita l'esperienza sulle sponde del Meno, fa ritorno al Kerkyra per un altro biennio.  
Cessato il contratto con i Faiakes, passa al Lamia, sua ultima squadra in Grecia.  

### Ritorno in Germania e ritiro
Nell'estate 2019 passa al TSG Balingen, in quarta serie tedesca. Dal 2020 è allenatore-giocatore per la squadra riserve della società. Annuncia il ritiro al termine della stagione 2023-2024, conclusa con la vittoria del campionato.